# Tallapoosa (Georgia)
Tallapoosa ist eine Stadt mit dem Status „City“ im Haralson County im US-Bundesstaat Georgia mit 3145 Einwohnern (2013).

## Geographie
Die Stadt wird im Norden vom Tallapoosa River und im Süden vom Interstate 20 begrenzt. Bremen und Buchanan  befinden sich jeweils rund zehn Kilometer entfernt in östlicher bzw. nordöstlicher Richtung. Die Großstadt Atlanta liegt 80 Kilometer entfernt im Osten. Fünf Kilometer westlich von Tallapoosa beginnt der US-Bundesstaat Alabama.

## Geschichte
In der Gegend  des heutigen Tallapoosa ließen sich Anfang des 19. Jahrhunderts zunächst Goldsucher nieder. Nach Ende des Goldrauschs wurde der Ort ein Zentrum für die Holzwirtschaft und war unter Namen wie Pine Grove, Pineville  oder Possum Snout bekannt. Die offizielle Stadtgründung erfolgte im Jahr 1860. Der heute gültige Name wurde in Anlehnung an den nahen Tallapoosa River gewählt. Der Ort begann frühzeitig mit touristischen Angeboten und gab sich den Spitznamen Yankee City Under a Southern Sun.

## Veranstaltungen
Zum Jahreswechsel findet in Tallapoosa alljährlich eine unter dem Namen Possum Drop geführte Veranstaltung statt. Dabei wird ein lebendes Opossum in einem beleuchteten Käfig langsam abgesenkt und erreicht genau um Mitternacht den Boden. Die Veranstaltung wird von Tierschützern heftig kritisiert, entwickelt sich jedoch zunehmend als Touristenattraktion.

## Trivia
Tallapoosa zählt auch zu den Orten, die in den von den Country Sängern Hank Snow bzw. Johnny Cash aufgenommenen Versionen des Liedes I’ve Been Everywhere besungen werden.

## Demografische Daten
Im Jahr 2013 wurde eine Einwohnerzahl von 3145 Personen ermittelt, was eine Steigerung um 12,8 % gegenüber dem Jahr 2000 bedeutet. Das Durchschnittsalter lag 2013 mit 41,3 Jahren deutlich oberhalb des Wertes von Georgia, der 35,9 Jahre betrug.